# 中华人民共和国第二十九届图书交易博览会
中华人民共和国第二十九届图书交易博览会，简称第二十九届书博会，于2019年7月27日在西安主会场西安曲江国际会展中心开幕，由国家新闻出版署、陕西省人民政府、西安市人民政府主办，本次书博会设延安、铜川2个分会场，总展览面积6.6万平方米，共计全国各地1200多家单位参展，展位3245个，并组织开展502场主题活动，陕西各地市配合书博会举办“全民阅读”活动超过1000场。
西安曾于1998年举办第九届全国书市，此次全国书博会是时隔21年书博会重回陕西。